# Leichtathletik-Weltmeisterschaften 2022/Teilnehmer (Schweiz)
| Gelbes Symbol für Goldmedaillen mit stilisierten Olympischen Ringen | Graues Symbol für Silbermedaillen mit stilisierten Olympischen Ringen | Braundes Symbol für Bronzemedaillen mit stilisierten Olympischen Ringen |
| ------------------------------------------------------------------- | --------------------------------------------------------------------- | ----------------------------------------------------------------------- |
| –                                                                   | –                                                                     | 1                                                                       |

Der Schweizer Verband Swiss Athletics selektionierte 26 Athletinnen und Athleten für die Leichtathletik-Weltmeisterschaften 2022 in Eugene.

## Medaillengewinner
| Medaille | Athlet        | Disziplin  |
| -------- | ------------- | ---------- |
| Bronze   | Simon Ehammer | Weitsprung |

## Ergebnisse

### Männer

#### Laufdisziplinen
| Athlet            | Disziplin    | Vorlauf | Vorlauf | Halbfinale | Halbfinale | Finale | Finale |
| Athlet            | Disziplin    | Zeit    | Platz   | Zeit       | Platz      | Zeit   | Platz  |
| ----------------- | ------------ | ------- | ------- | ---------- | ---------- | ------ | ------ |
| William Reais     | 200 m        | 20,71 s | 05      | DNQ        | DNQ        | -      | -      |
| Ricky Petrucciani | 400 m        | 46,60 s | 05      | DNQ        | DNQ        | -      | -      |
| Jason Joseph      | 110 m Hürden | 13,49 s | 04      | 13,67 s    | 07         | DNQ    | DNQ    |
| Julien Bonvin     | 400 m Hürden | 50,40 s | 05      | DNQ        | DNQ        | -      | -      |
| Dany Brand        | 400 m Hürden | DNS     | DNS     | DNQ        | DNQ        | –      | –      |

#### Sprung/Wurf
| Athlet           | Disziplin  | Qualifikation | Qualifikation | Finale     | Finale |
| Athlet           | Disziplin  | Weite/Höhe    | Platz         | Weite/Höhe | Platz  |
| ---------------- | ---------- | ------------- | ------------- | ---------- | ------ |
| Loïc Gasch       | Hochsprung | 2,21 m        | 22            | DNQ        | DNQ    |
| Simon Ehammer    | Weitsprung | 8,09 m        | 03            | 8,16 m     | Bronze |
| Benjamin Gföhler | Weitsprung | 7,41 m        | 29            | DNQ        | DNQ    |

### Frauen

#### Laufdisziplinen
| Athletin | Disziplin        | Vorlauf        | Vorlauf | Halbfinale     | Halbfinale | Finale         | Finale |
| Athletin | Disziplin        | Zeit           | Platz   | Zeit           | Platz      | Zeit           | Platz  |
| --- | ---------------- | -------------- | ------- | -------------- | ---------- | -------------- | ------ |
| Géraldine Frey | 100 m            | 11,30 s        | 05      | DNQ            | DNQ        | -              | -      |
| Ajla Del Ponte | 100 m            | 11,41 s        | 05      | DNQ            | DNQ        | -              | -      |
| Mujinga Kambundji | 100 m            | 10,97 s        | 01      | 10,96 s        | 04         | 10,91 s        | 05     |
| Mujinga Kambundji | 200 m            | 22,34 s        | 02      | 22,05 s NR     | 03         | 22,55 s        | 08     |
| Silke Lemmens | 400 m            | 52,86 s        | 05      | DNQ            | DNQ        | -              | -      |
| Lore Hoffmann | 800 m            | 2:01,63 min    | 03      | 1:59,88 min SB | 04         | DNQ            | DNQ    |
| Ditaji Kambundji | 100 m Hürden     | 13,12 s        | 05      | 12,70 s PB     | 06         | DNQ            | DNQ    |
| Naomi Zbären | 100 m Hürden     | 13,00 s        | 03      | 12,94 s SB     | 07         | DNQ            | DNQ    |
| Yasmin Giger | 400 m Hürden     | 55,90 s SB     | 04      | 56,31 s        | 08         | DNQ            | DNQ    |
| Chiara Scherrer | 3000 m Hindernis | 9:22,15 min    | 09      |                |            | DNQ            | DNQ    |
| Ajla Del Ponte Géraldine Frey Mujinga Kambundji Salomé Kora nur im Vorlauf: Sarah Atcho nicht auf der Startliste: Natacha Kouni | 4 × 100 m        | 42,73 s        | 05      |                |            | 42,81 s        | 07     |
| Annina Fahr Yasmin Giger Silke Lemmens Julia Niederberger nicht auf der Startliste: Sarah King Rachel Pellaud                   | 4 × 400 m        | 3:29,11 min SB | 04      |                |            | 3:27,81 min SB | 08     |

#### Sprung/Wurf
| Athletin       | Disziplin      | Qualifikation | Qualifikation | Finale     | Finale |
| Athletin       | Disziplin      | Weite/Höhe    | Platz         | Weite/Höhe | Platz  |
| -------------- | -------------- | ------------- | ------------- | ---------- | ------ |
| Angelica Moser | Stabhochsprung | 4,35 m        | 12            | 4,60 m     | 08     |

#### Siebenkampf
| Athletin    | Disziplin | 100 m Hürden | Hochsprung | Kugelstoßen | 200 m   | Weitsprung | Speerwurf | 800 m   | Punkte  | Platz |
| ----------- | --------- | ------------ | ---------- | ----------- | ------- | ---------- | --------- | ------- | ------- | ----- |
| Annik Kälin | Ergebnis  | 13,17 s PB   | 1,74 m     | 13,71 m     | 24,05 s | 6,56 m     | 48,25 m   | 2:17,49 | 6464 NR | 06    |
| Annik Kälin | Punkte    | 1099         | 903        | 775         | 976     | 1027       | 826       | 858     | 6464 NR | 06    |